# Heinrich Jasper
Bernhard Otto Heinrich Jasper, né le 21 août 1875 à Dingelbe en Basse-Saxe et mort le 19 février 1945 à Bergen-Belsen,, est un homme politique allemand.

## Biographie
Issu d'une famille aisée d'agriculteurs, il est scolarisé à Hildesheim puis à Brunswick, étudie ensuite le droit aux universités de Munich, de Leipzig et à l'université Humboldt de Berlin, et s'établit en 1901 comme avocat à Brunswick, où il s'enrichit. En 1902, il adhère au Parti social-démocrate d'Allemagne (SPD). De 1903 à 1928 il est conseiller municipal à Brunswick. En 1909, il est le premier membre du SPD à être élu au Landtag de Basse-Saxe, le parlement régional. Appelé, il est soldat de 1915 à 1918 durant la Première Guerre mondiale, sur le front de l'Est,,,.
Durant la Révolution allemande de 1918-1919, il est choisi comme secrétaire du Conseil des commissaires du peuple de Brunswick, puis comme ministre-président inaugural de l'État libre de Brunswick. Il occupe cette fonction de 1919 à 1920, puis à nouveau de 1922 à 1924 et de 1927 à 1930. Tenant d'une gauche modérée, il mène une politique financière prudente couplée à une politique sociale et économique progressiste. Dans le même temps, aux élections constituantes allemandes de 1919, il est élu à l'Assemblée nationale de Weimar qui, siégeant de février 1919 à mai 1920, donne naissance à la république de Weimar,,. « [E]n tant que constitutionnaliste, il exer[ce à l'Assemblée] une influence significative sur la rédaction de la constitution impériale ».
Les nazis remportent les élections à l'État libre de Brunswick en septembre 1930, mettant fin à son gouvernement. Chef du groupe parlementaire d'opposition social-démocrate, Heinrich Jasper tente sans succès de faire destituer Dietrich Klagges, le ministre nazi de l'Intérieur, par une motion de censure. Dès lors, les nazis de Brunswick le traitent avec une haine non dissimulée.
Avec l'arrivée au pouvoir des nazis sur le plan national en 1933, il est arrêté, torturé, destitué de son mandat de député au parlement de Brunswick, et interné pendant deux ans à l'isolement carcéral dans la prison de Brunswick. En 1935, sur ordre de Dietrich Klagges, il est transféré au camp de concentration de Dachau. Relâché en 1938, il est placé sous surveillance, doit se présenter quotidiennement à la Gestapo et n'est pas autorisé à reprendre son métier d'avocat. En aout 1944, il est arrêté à nouveau, dans le cadre de l'Aktion Gitter, la vague d'arrestations massives d'anciennes personnalités politiques et de syndicalistes après l'échec du complot du 20 juillet 1944 contre Hitler. Interné au camp de concentration d'Oranienbourg-Sachsenhausen, il est « physiquement brisé » au moment où il est transféré au camp de concentration de Bergen-Belsen avec d'autres prisonniers le 4 février 1945, car l'armée soviétique est sur le point de libérer Sachsenhausen. Malade du typhus, épuisé, émacié, flagellé par le commandant du camp, Heinrich Jasper s'effondre le matin du 19 février 1945 et les gardes le laissent mourir de froid dehors. Son corps est jeté dans une fosse commune,,.
Après la fin du nazisme, une rue à Brunswick est rebaptisée Jasperallee en son honneur et à sa mémoire. Il est par ailleurs l'un des anciens députés commémorés par le Mémorial en souvenir des 96 membres du Reichstag assassinés par les nazis, devant le palais du Reichstag.